# 川西金毛裸蕨
川西金毛裸蕨（学名：Gymnopteris bipinnata）为裸子蕨科金毛裸蕨属下的一个变种。

## 扩展阅读
維基物種上的相關：川西金毛裸蕨